# Jan Cvitkovič
Jan Cvitkovič je slovenački filmski i televizijski režiser i arheolog. Rođen je 1966. godine.

## Biografija
Mladost je proveo u Tolminu u Idriji, gde je završio srednju školu. Posle toga studira na Fakultetu za fiziku i matematiku u Ljubljani (smer fizika). Posle jedne godine, napusta studije da bi se otisnuo na putovanje pa Izraelu, Egiptu i zapadnoj Africi. Po povratku u Sloveniju upisuje studije arheologije koje završava 1999. godine.
Tokom studiranja bavi se scenariom, pa je tako 1995. godine sa "Rupom stoleća" (Ropa stoletja) svojio Grosmanovu nagradu, najveću slovenačku nagradu za scenario.

## Filmografija
- scenario za kratki igrani film Rop stoletja (1995, realizovan 1998)
  - Grossmanova nagrada za scenario
  - (film je bilo nagrađen na festivalu u Celovecu i Krakovu)

- koscenarist i glavna uloga u dugometražnom filmu V leru (režija Janez Burger, 1999) 
  - nagrada za najbolji scenario (2. festival slovenačkog filma, Portorož, 1999)
  - Stopov igralec leta (2. festival slovenačkog filma, Portorož 1999)
  - nagrada Yves Montand za najboljeg igrača festivala (MFF Molodist, Kijev 1999)
  - nagrada za najbolju mušku ulogu (MFF Kotbus 1999)
  - nagrada za najbolju mušku ulogu (MFF Obrazi ljubezni, Moskva 2000)

- scenario za TV dokumentarac Odklop

- scenario i režija dugometražnog filma Kruh in mleko (2001)
  - Lion of the future za najbolji debitantski film na filmskom festivalu u Benetkahu
  - Slovenački filmski festival u Portorožu: nagrada revije Stop najboljem igraču na igranki
  - međunarodni filmski festival u Kotbusu: posebna nagrada žirija
  - međunarodni filmski festival LIFF u Ljubljani: »vodomec« za najbolji film

- scenario i režija kratkog filma Srce je kos mesa (2003)
  - međunarodna premijera u takmičarskoj sekciji »Corto Cortissimo« na međunarodnom filmskom festivalu u Benetkahu
  - posebna nagrada festivalskog žirija u Kotbusu
  - nagrada za najbolji kratki film na međunarodnom festivalu u Gijonu

- scenario i režija dugometražnog filma Odgrobadogroba (2005)
  - nagrada »Altadis« za najboljeg novog režisera na filmskom festivalu u San Sebastijanu

## Spoljašnje veze
- http://www.imdb.com/title/tt0476323/awards
- http://www.staragara.com/si/ljudje/?v=cvitkovic#2 Архивирано на веб-сајту  (16. мај 2006)